# Samantha Lewthwaitová
Samantha Lewthwaitová známá jako Bílá vdova, (* 5. prosince 1983 Banbridge) je britská teroristka islámského vyznání. Její přezdívka Bílá vdova se začala používat poté, co její první manžel s dalšími atentátníky v roce 2005 způsobil sebevražedné teroristické útoky v Londýně. Samantha pracovala při výcviku čečenských sebevražedných atentátnic přezdívaných Černé vdovy. Bývá označována nejhledanější ženou světa. Sama zapříčinila smrt více než 400 lidí. Účastnila se přepadení nákupního centra v Nairobi, při kterém zemřelo přes 100 lidí. Po této akcí se předpokládalo, že při přepadení zemřela, avšak jednalo se o mylné informace.
Údajně byla členkou somálské skupiny radikálních islamistů Al-Shabaab (Aš-Šabáb). Byla obviněna z granátových útoků na nemuslimské bohoslužby a pravděpodobně se podílela i na útoku na diváky Mistrovství Evropy ve fotbale 2012.

## Život
Narodila se do křesťanské rodiny Andrewa a Elizabeth Christine (rozené Allen) Lewthwaitových v severoirském Banbridge roku 1983. Její otec je bývalý britský armádní voják, který se ve službě setkal se Samanthininou budoucí matkou. V té době byl na misi v Severním Irsku, kde s ním po narození Samantha i s matkou krátkou dobu žili. Později, po odchodu z vojenské služby, zde nakrátko působil jako řidič, pak se s rodinou odstěhoval do Aylesbury v Anglii, kde Samantha vystudovala na školu orientálních a afrických studií. Po krátkém studiu ale ze školy odešla.
Rodiče Samanthy se rozvedli v roce 1994. Její přátelé později prohlásili, že v té době hledala útěchu u muslimských sousedů a přátel, kteří ji pravděpodobně motivovali, aby ve věku 17 let konvertovala k islámu. Poté přijala muslimské jméno Sherafiyah. Samotní rodiče s konvertováním své dcery nesouhlasili a neúčastnili se obřadu. Krátce nato se začala scházet s Germainem Lindsayem a v říjnu roku 2002 se pár vzal pod jmény Asmantara a Jamal.
V roce 2014 byla označena za mrtvou, když ruská tisková agentura REGNUM oznámila, že ji zabil proruský odstřelovač během války v Donbasu, kde měla bojovat pod praporem Aidar. Tyto informace byly ale později vyvráceny.
V únoru 2022 její strýc prohlásil, že si myslí, že je mrtvá, zatímco dva bezpečnostní analytici uvedli, že se Lewthwaitová s největší pravděpodobností ukrývá na odlehlém místě v Somálsku nebo Tanzanii.

## Útoky

### Útok na stanici metra Kings Cross
Útok na jeden z vlaků na stanici metra Kings Cross proběhl 7. července 2005, zemřelo při něm 26 civilistů. Tento sebevražedný atentát oficiálně provedl její tehdejší manžel Germaine Lindsay v době, kdy byla Samantha v osmém měsíci těhotenství s jejich druhým dítětem: dcerou. Prvorozenému synovi bylo tehdy 14 měsíců. Pří výslechu uvedla: „Odsuzuji a jsem zděšena těmito zvěrstvy. Jsem manželka Germaina Lindsayho a nikdy jsem nepředpokládala ani si nedokázala představit, že by byl zapojen do tak hrozných činnů. Byl milujícím manželem a otcem. Snažím se vyrovnat s nedávnými událostmi. Celý můj svět se rozpadl a mé myšlenky jsou s rodinami obětí této nepochopitelné zkázy.”
Sama Lewthwaitová později prodala bulvárnímu magazínu příběh své rodiny za 30 000 liber. V něm se snažila sebe i manžela vylíčit jako oběti, kdy Germaine prý vůbec netušil do čeho jde. Uváděné informace ale byly podle policie v rozporu s tvrzením její švagrové, Germainovy sestry. Zda byla skutečně do útoku zapletená, nebo ne, není známo.

### Granátový útok na bar Jericho
Granátový útok na bar Jericho v Mombase byl proveden 24. června 2012, v době, kdy v baru byly desítky lidí sledující EURO 2012. Právě probíhal zápas Anglie a Itálie. Lidé Samanthu viděli v blízkosti baru chvíli před útokem, při které bylo zraněno 25 lidí a tři zemřeli. Lewthwaitovou popsalo několik svědků, kteří uvedli, že velice podobná žena se okolo baru pohybovala krátce před útokem.

### Spojení s útok na nákupní centrum Westgate v Nairobi
Útok byl proveden 21. září 2013 teroristickou organizací Aš-Šabáb, se kterou bývá Bílá vdova spojována a čtyři svědci popsali, že mezi útočníky byla i žena. Zemřelo 67 lidí a dalších 175 bylo zraněno. Útočníci drželi lidi v centru několik hodin a celou akci monitorovala i zahraniční média. Sama Lewthwaitová nebyla oficiálně označena jako jedna z atentátníků a na Twitter účtu organizace Aš-Šabáb zveřejnila příspěvek, ve kterém jasně dala najevo, že do takových akcí ženy nepouští. Oni čtyři svědci se ještě 5. října toho roku nechali slyšet, že je možné, že se spletli.

## Odraz v kultuře
Jejímu příběhu se věnuje třetí díl, kriminální dokumentární minisérie Nejhledanější zločinci světa z roku 2020. 
Silnou inspirací Lewthwaitovou si také vzali filmaři pro své antagonistky ve filmu Oko v oblacích (2015) a v seriálu 24 hodin: Dnes neumírej (2014).